# Ptychomitrium diexaratum
Ptychomitrium diexaratum är en bladmossart som beskrevs av Magill in Magill och Edmund André Charles Lois Eloi `Ted' Schelpe 1979. Ptychomitrium diexaratum ingår i släktet atlantmossor, och familjen Ptychomitriaceae. Inga underarter finns listade i Catalogue of Life.